# Markéta Jakšlová

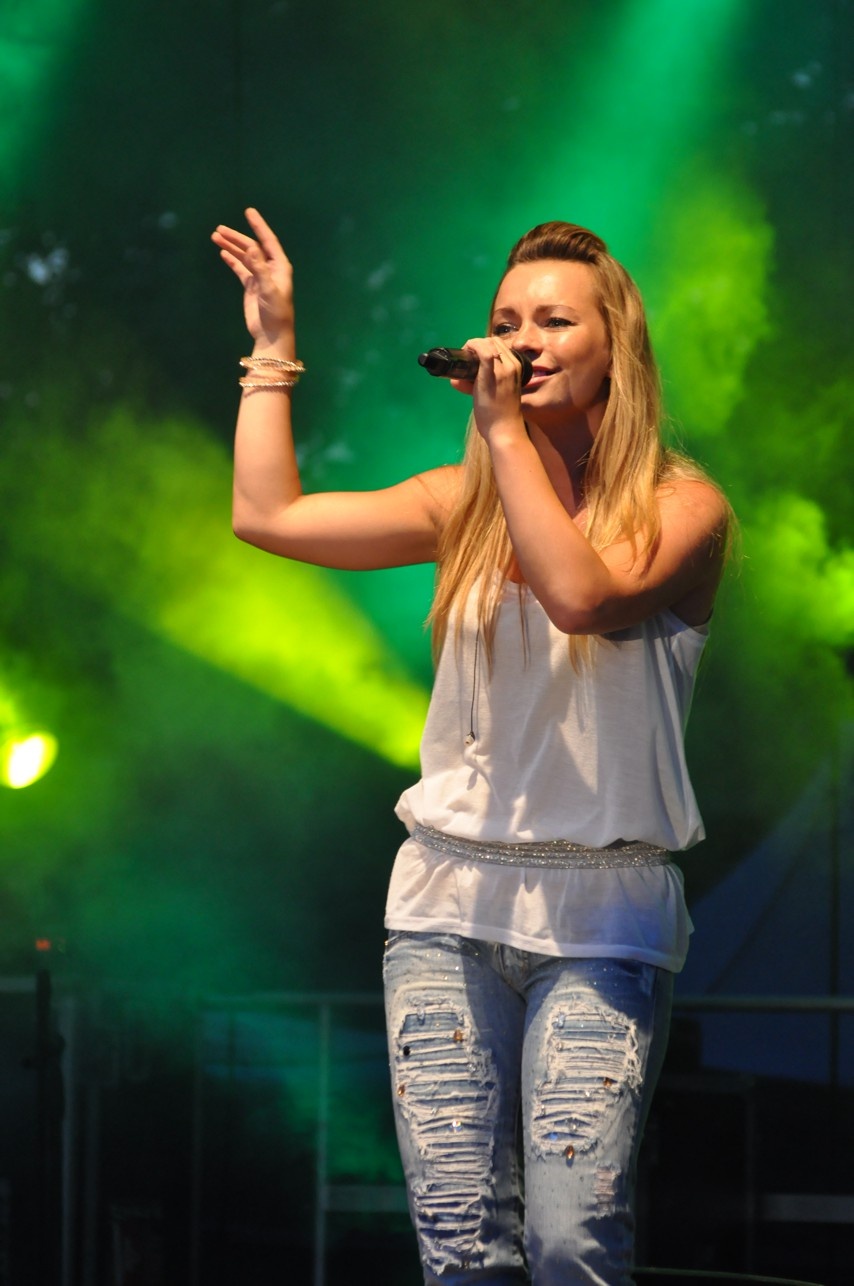
Markéta Jakšlová (2011)

Markéta Jakšlová (* 9. April 1985 in Prag) ist eine tschechische Sängerin.

## Leben und Karriere
Markéta Jakšlová studierte an der Prager Akademie für Kunst, Architektur und Design. Danach studierte sie Englisch an einer Sprachschule und Öffentlichkeitsarbeit an der Higher Professional School of Journalism.
Mit der Singerei begann Jakšlová schon im Kindesalter, wo sie in verschiedenen Chor-Gruppen sang.
2002 schloss sich Jakšlová im Alter von siebzehn Jahren mit ihrem Landsmann – dem Songwriter und Musiker – Petr Fider zusammen und gründete das Musikprojekt Verona. Ihr Debütalbum namens Náhodou wurde 2003 veröffentlicht. 2011 veröffentlichten sie die englischsprachige Single Hey Boy, die sich in zahlreichen europäischen Ländern in den Charts platzieren konnte.

## Diskografie (Auswahl)

### Verona

#### Singles
- 2003: Krásnej Den
- 2003: Náhodou
- 2003: Co Nejdýl
- 2003: Rovnováha
- 2006: Girotondo
- 2008: Stay With Me
- 2009: Do You Really Wanna Know
- 2011: If Only You
- 2011: Hey Boy

#### Alben
- 2003: Náhodou
- 2003: Nejsi sám
- 2005: Jen Tobě
- 2006: Girotondo
- 2011: Den otevřených dveří